# Аммосовская печь

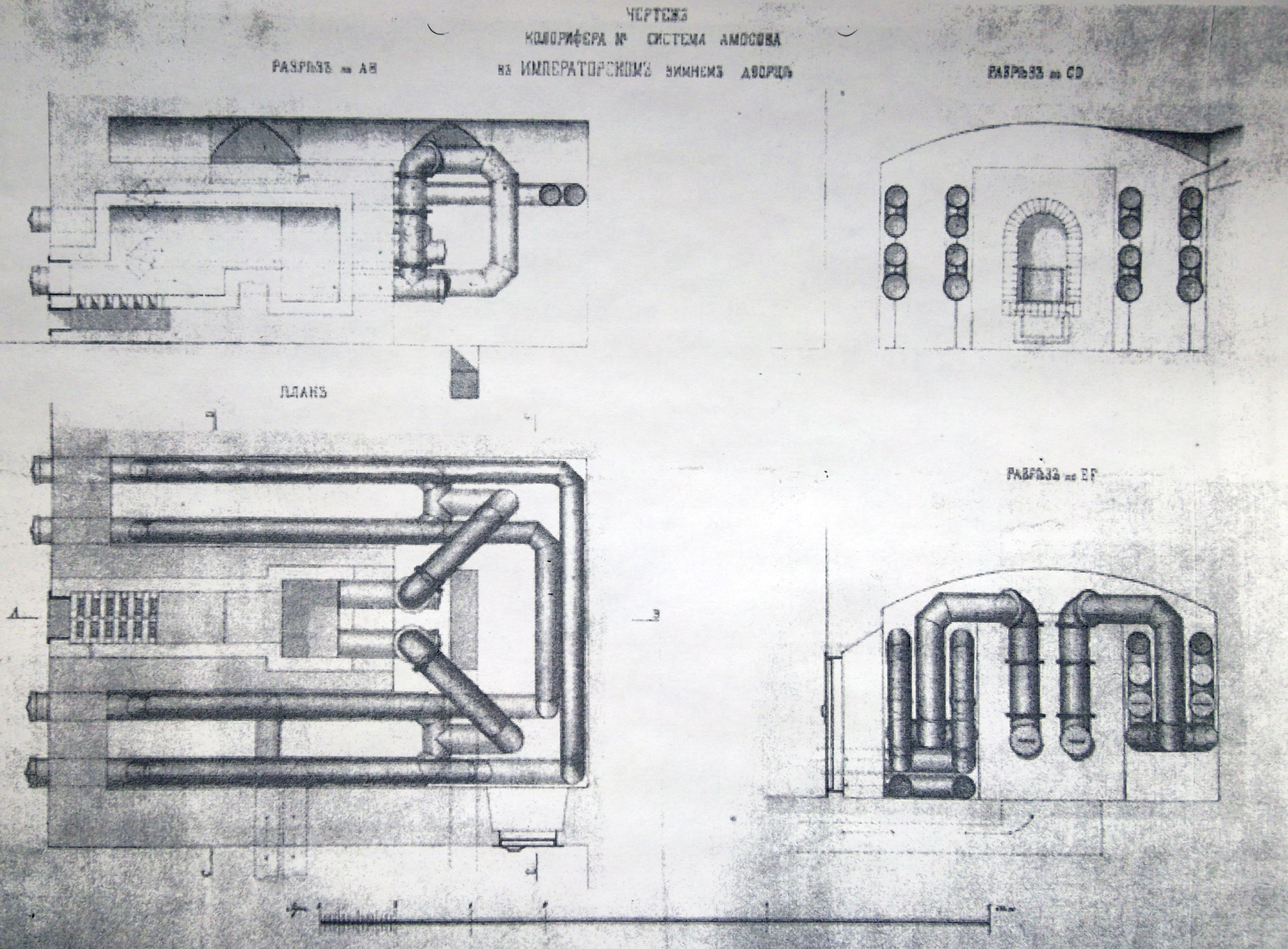
Чертёж калорифера системы Аммосова

Аммо́совская печь — конвекционная система центрального отопления названная так в честь своего создателя — российского военного инженера Николая Алексеевича Аммосова. Была создана им в соавторстве с военным инженером Василием Карелиным на основе работы австрийского учёного Пауля Майсснера, опубликованной в России в 1834 г. На эту систему они получили совместный патент.

## Описание устройства
Н. А. Аммосов так описывает конструкцию:

Пневматическая печь состоит из воздухонагревательной камеры, горнила и топки. Камера… ограждена со всех сторон кирпичными стенами и покрыта кирпичным сводом. За одной из поперечных стен приделано к ней горнило, в котором производится топка… Дым от горнила идёт прежде в разных изломанных направлениях, по кирпичному борову, проведённому вдоль камеры, а потом по значительному охлаждению ныряет вниз и вступает в чугунные приёмники нагревательного прибора. В этом приборе, состоящем из чугунных и железных труб, продолжает дым извороты свои, пробегая около 100 футов, и потом уже вступает в дымовую трубу здания… Из-под свода камеры разведены духовые (жаровые) каналы в стене здания для передачи в покои гретого воздуха. Внизу, близ пола, — другие каналы, доставляющие в камеру непрерывно свежий внешний воздух. Они устроены так, чтобы этот воздух, протекая быстро в камеру, устремлялся на первые чугунные приёмники, обдувая их беспрестанно… Всё устроено таким образом, чтобы металлические приборы никакой сильной и долговременной топкой перегреть было невозможно. Одна пневматическая печь может нагревать от 100 до 600 куб. саженей вместимости, заменяя собой от 5 до 30 голландских печей
Система представляла собой совокупность как дымовых (дымоудаление), жаровых (отопление помещений нагретым воздухом) каналов, так и вентиляционных, для подачи свежего воздуха в помещения. Внутренняя поверхность каналов оштукатуривалась. Для раздачи нагретого воздуха в помещении на выходных отверстиях устанавливались душники. Конструктивно каналы выполнены из листового металла, покрытого войлоком, и снаружи покрыты досками.

## История и география распространения
Аммосовская печь была впервые опробована в 1835 году, в столице Российской империи городе Санкт-Петербурге, где отапливала огромные залы Императорской Академии художеств. Одно подобное устройство заменяло около тридцати использовавшихся в XIX веке «змеевиков» — предтечей радиаторов отопления (первая «аммосовская печь» по сей день хранится в подвалах здания). После того, как аммосовская печь была запущена в Зимнем дворце, эффективность устройства произвела такое впечатление на императорскую семью, что российский монарх Николай I пожаловал генералу Аммосову золотую медаль и две тысячи десятин земли (2185 гектаров). Всего, только в Зимнем дворце, были установлены 84 аммосовских печи (55 больших и 29 малых). Ещё две пневмопечи располагались в Большом Эрмитаже под Рафаэлевыми ложами и ещё две малые печи находились в Придворном манеже Малого Эрмитажа.
На пике своей популярности аммосовские печи обогревали около сотни крупнейших зданий столицы.

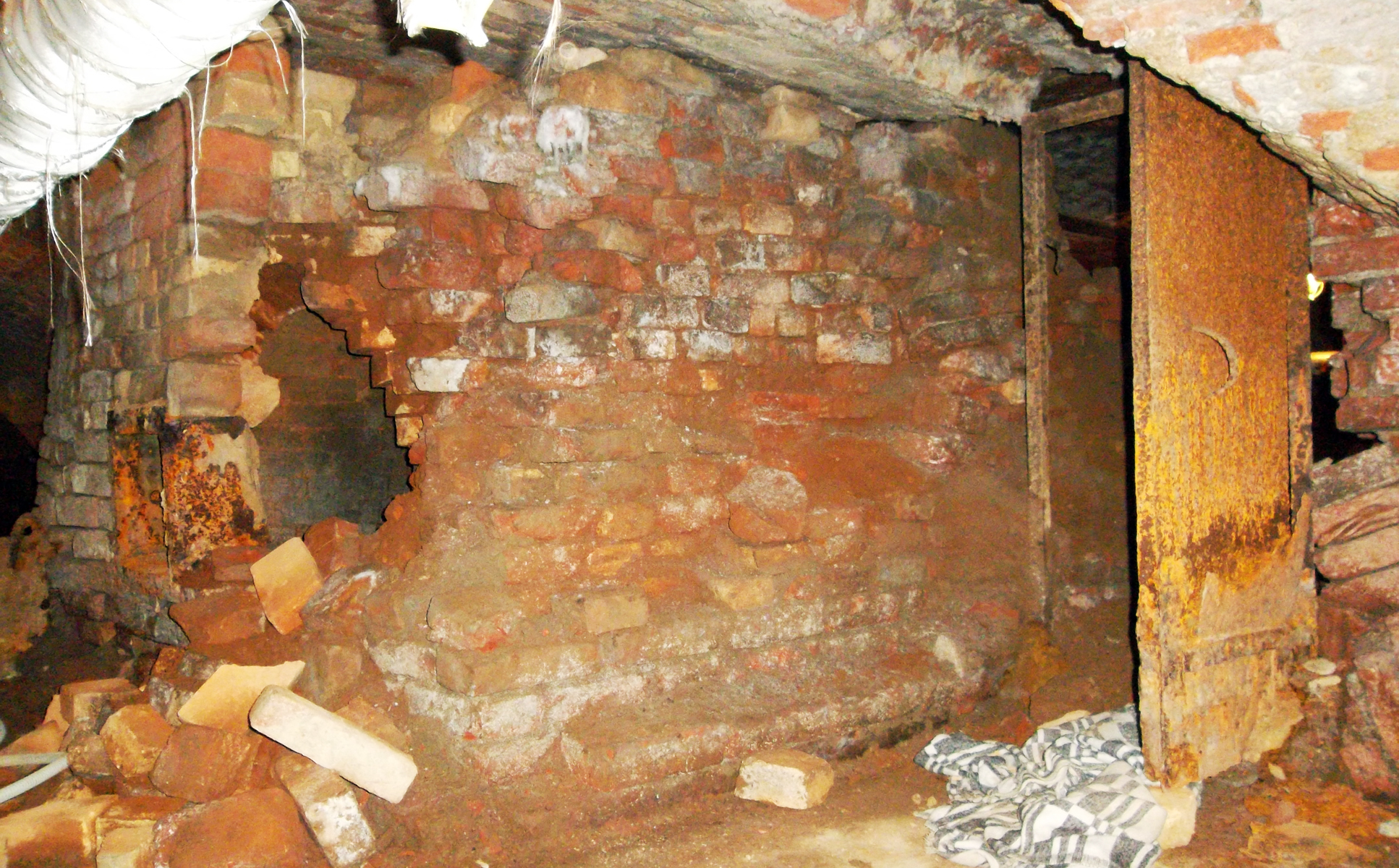
Топка и вход в воздушную камеру. Малый Эрмитаж
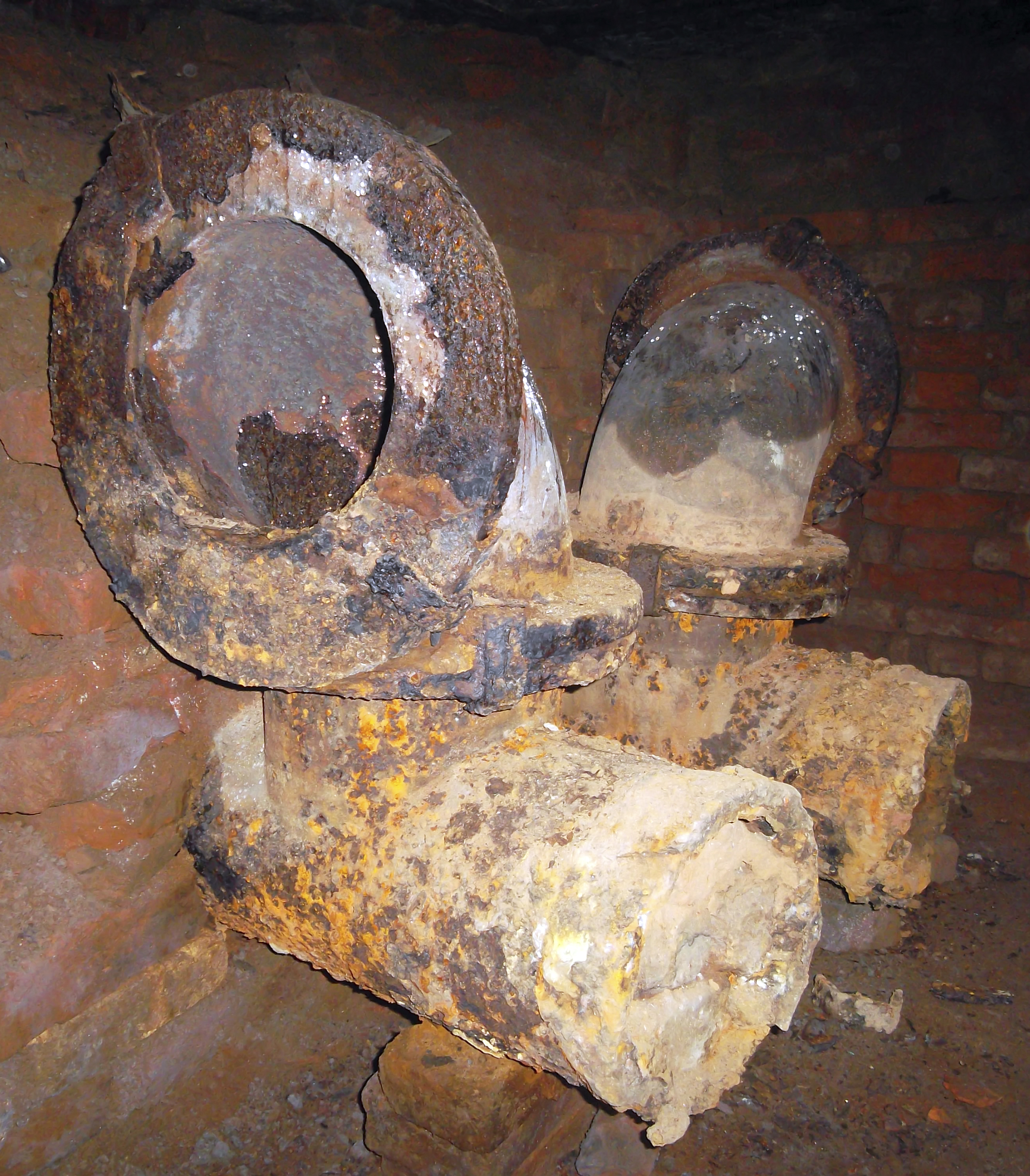
Воздушная камера

## Достоинства и недостатки
Аммосовская печь имела ряд недостатков:
- издавала большой шум в виде гула
- была одноконтурной и допускала попадание газов в воздух, поступавший в отапливаемые помещения
- на ее поверхностях выгорали грязь и пыль и сажа летела в отапливаемые помещения и там оседала
- не имела эффективной системы регулировки подачи воздуха в помещения, что серьезно снижало КПД
- не имела эффективной системы увлажнения воздуха и пересушивала его[2]

Если с первыми двумя недостатками ещё можно было мириться, то последнее наносило ущерб внутреннему убранству (особенно сильный урон был нанесён расписным стенам и картинам, хранящимся в Эрмитаже). Поэтому, со временем, огневоздушное отопление уступило место водяному и паровому отоплению. Одним из последних «сдался» Зимний дворец, где аммосовские печи были демонтированы в 1912 году.